# Криваја (Берек)
Криваја (хрв. Krivaja) је насељено место у општини Берек, Бјеловарско-билогорска жупанија, Хрватска.

## Историја
До територијалне реорганизације у Хрватској била је у саставу старе општине Гарешница.

## Становништво
У попису становништва из 2011. године, Криваја је имала 59 становника.
| Број становника према пописима | Број становника према пописима | Број становника према пописима | Број становника према пописима | Број становника према пописима | Број становника према пописима | Број становника према пописима | Број становника према пописима | Број становника према пописима | Број становника према пописима | Број становника према пописима | Број становника према пописима | Број становника према пописима | Број становника према пописима | Број становника према пописима | Број становника према пописима |
| ------------------------------ | ------------------------------ | ------------------------------ | ------------------------------ | ------------------------------ | ------------------------------ | ------------------------------ | ------------------------------ | ------------------------------ | ------------------------------ | ------------------------------ | ------------------------------ | ------------------------------ | ------------------------------ | ------------------------------ | ------------------------------ |
| 1857                           | 1869                           | 1880                           | 1890                           | 1900                           | 1910                           | 1921                           | 1931                           | 1948                           | 1953                           | 1961                           | 1971                           | 1981                           | 1991                           | 2001                           | 2011                           |
| 81                             | 89                             | 70                             | 104                            | 146                            | 179                            | 190                            | 213                            | 198                            | 200                            | 194                            | 158                            | 134                            | 107                            | 70                             | 59                             |

### Попис1991.
У попису становништва из 1991. године, Криваја је имала 107 становника, следећег националног састава:
| Попис 1991.‍  | Попис 1991.‍  | Попис 1991.‍ | Попис 1991.‍ | Попис 1991.‍ |
| ------------ | ------------ | ----------- | ----------- | ----------- |
|              |              |             |             |             |
| Хрвати       | Хрвати       |             | 77          | 71,96%      |
| Срби         | Срби         |             | 19          | 17,75%      |
| Југословени  | Југословени  |             | 4           | 3,73%       |
| Мађари       | Мађари       |             | 4           | 3,73%       |
| неопредељени | неопредељени |             | 1           | 0,93%       |
| непознато    | непознато    |             | 2           | 1,86%       |
| укупно: 107  |              |             |             |             |

### Попис1910.
| Криваја                                                                  | Криваја |
| ------------------------------------------------------------------------ | --- |
| језик                                                                    | вера |
| укупно: 179 Српски 98 (54,74%) Мађарски 49 (27,37%) Хрватски 32 (17,87%) | <div style="border:solid transparent;position:absolute;width:100px;line-height:0; укупно: 179 Православци 98 (54,74%) Римокатолици 81 (45,25%) - (-%) |